# リュクサンブール庭園の眺め
『リュクサンブール庭園の眺め』（リュクサンブールていえんのながめ、仏: Vue du jardin du Luxembourg à Paris, 英: View of the Luxembourg Gardens）は、フランスの新古典主義の巨匠ジャック＝ルイ・ダヴィッドが1794年に制作した風景画である。油彩。ダヴィッド唯一の風景画。1794年夏のテルミドール9日のクーデターでマクシミリアン・ロベスピエールが失墜したとき、ダヴィッドも捕らえられてリュクサンブール宮殿に投獄された。その際に獄中で宮殿内から見たリュクサンブール庭園を描いたのがこの作品である。現在はパリのルーヴル美術館に所蔵されている。

## 制作背景
ダヴィッドは1793年6月にジャコバン・クラブに、同年7月に国民公会の事務局長に就任し、同年9月14日には公安委員会の一員に任命された。ダヴィッドはその後10か月以上の間、ロベスピエールの恐怖政治に加担した。ダヴィッドは約300人におよぶ容疑者の逮捕状と、革命法廷に当事者を証人喚問するために約50の出頭命令書に署名し続けた。その中にはダヴィッドの後援者であった者たちもおり、これらのほとんどの人物が断頭台に送られることとなった。ただし、ダヴィッドのおかげで芸術家の中に断頭台に送られた者は1人もいなかった。しかしながら、ダヴィッドがロベスピエールの恐怖政治に狂信的に関わったことはまぎれもない事実であり、それゆえ妻は彼と離婚し、さらにテルミドールのクーデターでロベスピエールが処刑されると、ダヴィッドもまた8月2日に逮捕された。さいわい留置所の生活で酷い苦痛を強いられるということはなく、離婚した妻も子供を連れて面会に現れた。1か月後、ダヴィッドはリュクサンブール宮殿に移され、そこで本作品を制作した。また『サビニの女たち』（Les Sabines）の最初の習作を制作した。弟子たちの代表が国民公会に彼の釈放を求めたおかげでダヴィッドは釈放された。1794年12月28日のことであった。

## 作品

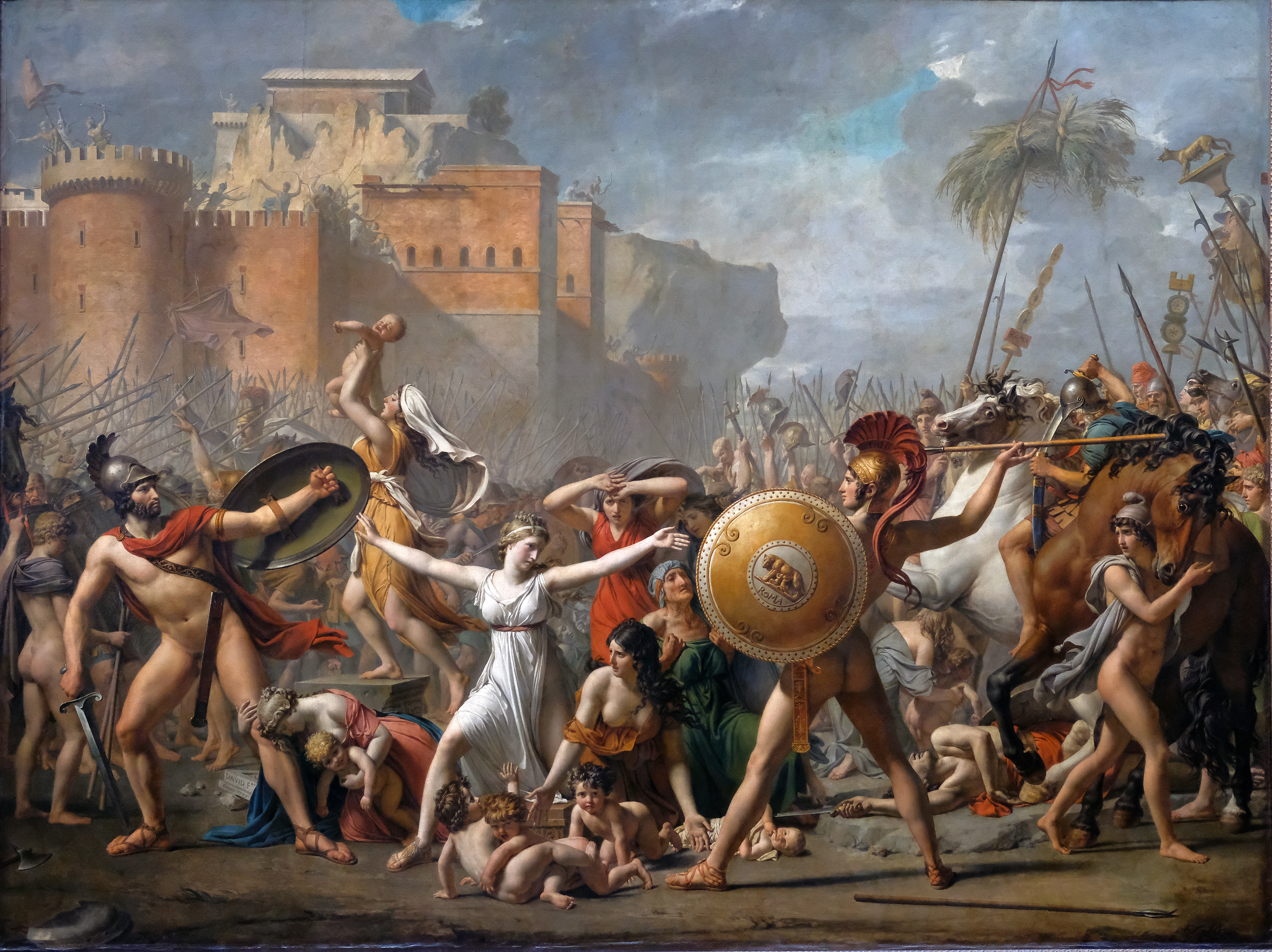
ダヴィッドの『サビニの女たち』。1799年。ルーヴル美術館所蔵。

ダヴィッドはリュクサンブール宮殿から見たリュクサンブール庭園の一部を描いている。10月初めの日差しの下で庭園の木立は穏やかな光を放っている。大きなブナの木は太陽の光を受けて金色に輝き、幹に付着した苔は光のために幹をまだら模様に見せている。ダヴィッドが描写した木々の姿は非常に写実的で、わずかな風の揺らぎも見られない。画面右にはヴォジラール通りの家並みやヴァレリアン山の山容が見える。木々の間には小道があるほか、庭園の一部を取り囲んだ柵の内側には広々とした空間が広がり、棒を持った数人の人々が何かをしている。
ダヴィッドは古典主義的な感覚と柔らかな光の効果で、平和への郷愁を表している。また同時に制作を開始した古代ローマの歴史に由来する『サビニの女たち』という主題も軍事的・超人間的な価値観を賛美したものではなく、和解するというものであり、ダヴィッドの和解の願いを読み取ることができる。
ダヴィッドの絵筆は木々の葉の震えるような性質や光の明滅を捉えている。それは彼の細やかで入念な観察力のなせる業である。ダヴィッドは大きなしっかりとした筆遣いで上昇する幹の線と枝葉の広がりを処理している。そうすることで、それぞれの木に明確な形と、個性、生命感を与えている。こうした描写は細部へのこだわりを退屈なものにすることや、画面全体を不透明で混乱したものにすることを防ぎ、なおかつ微妙なニュアンスと塊（マッス）の表現を素晴らしいものにしている。最も特筆すべき点は庭園の一部を取り囲む木製の柵で、支柱や杭が光の当たった柵にリズムを与えており、抑揚の効果と微妙な色調の変化によって支柱や杭の繰り返しから生まれるリズムに生気を与えている。そしてこの柵はほとんど何も存在しない内側の空間を際立たせている。
本作品の風景画の様式はまったく新しく、18世紀の絵画に稀であった牧歌的な素朴さがある。そこには激しい光の効果も、装飾性もなく、ただ画家の誠実な感覚と、事物や色彩に抱いた明確な喜び、太陽の自然な光に魅了された姿がある。こうした様式はジャン＝バティスト・カミーユ・コロー、さらには震えるような枝葉の扱いは印象派の出現を予告している。

## 来歴
1912年、絵画は当時の所有者であるパリのベルネーム＝ジューヌ画廊の経営者ジョセ・ベルンハイム＝ジューヌ（Josse Bernheim-Jeune）とガストン・ベルンハイム・ジューヌ（Gaston Bernheim-Jeune）から取得された。